# Gradiente barico orizzontale
Il gradiente barico orizzontale è il rapporto fra la differenza di pressione tra due isobare contigue e la loro distanza: il gradiente, in definitiva, rappresenta la forza che mette in moto le masse d'aria ed i venti pertanto saranno più forti quanto maggiore è la differenza di pressione tra una isobara e l'altra, e minore la loro distanza (gradiente forte), e tanto più deboli e variabili quanto minore sarà la differenza di pressione fra le due isobare e quanto maggiore sarà la distanza.